# W.
W. (även George W. Bush eller Bush) är en amerikansk film från 2008, regisserad av Oliver Stone.
Filmen är en biografi om USA:s 43:e president George W. Bush, och skildrar hans liv från de vilda fylleslagen på Yale University, via omvändelsen till pånyttfödd kristen till presidenttiden och Irak-kriget.
Oliver Stone är starkt kritisk till George W. Bush, så filmen är inte någon insmickrande biografi, utan försöker visa att Bush var allt annat än lämplig att bli president.

## Rollista
| Josh Brolin        | – George W. Bush   |
| Elizabeth Banks    | – Laura Bush       |
| James Cromwell     | – George H.W. Bush |
| Ellen Burstyn      | – Barbara Bush     |
| Richard Dreyfuss   | – Dick Cheney      |
| Toby Jones         | – Karl Rove        |
| Jeffrey Wright     | – Colin Powell     |
| Scott Glenn        | – Donald Rumsfeld  |
| Thandie Newton     | – Condoleezza Rice |
| Bruce McGill       | – George Tenet     |
| Ion Gruffudd       | – Tony Blair       |
| Noah Wyle          | – Donald Evans     |
| Dennis Boutsikaris | – Paul Wolfowitz   |
| Michael Gaston     | – Tommy Franks     |
| Jason Ritter       | – Jeb Bush         |